# Долган, Михай Васильевич
Михай Васильевич Долган (рум. Mihai Dolgan; 14 марта 1942, с. Владимировка (ныне Сынжерейского района Молдавии) — 16 марта 2008, Кишинёв) — советский и молдавский деятель искусства, композитор и музыкант. Народный артист Молдавской ССР (1988). Создатель и художественный руководитель ВИА «Норок» и «Контемпоранул».

## Биография
Детство Долгана прошло в Бурятии. После возвращении в Молдавию окончил музыкальное училище им. Штефана Няги по классу контрабаса, одновременно освоил аккордеон под руководством Сергея Чухрия. Дебютировал в 1958 году как контрабасист в оркестр молдавской народной музыки «Тарафул» под руководством Исидора Бурдина. После окончания училища был призван в армию и три года служил военным музыкантом в Киевском военном округе. Работал в разных молодёжных ансамблях. Автор множества песен.
В 1967 году создал при Молдавской филармонии одну из первых советских поп- и рок-групп, вокально-инструментальный ансамбль «Норок» (рус. «Удача»).
В 1968 Мини-диск группы, записанный на фирме «Мелодия» («О чем плачут гитары», «Артист поет», «Дор-доруле» и др.) имел огромный успех у слушателей в СССР и за рубежом. 80 процентов репертуара ансамбль исполнял на молдавском языке. В 1970 году ВИА «Норок», как почётный гость, успешно принял участие на музыкальном фестивале «Братиславская Лира» в Чехословакии, где им был вручён приз зрительских симпатий. Ансамбль участвовал в телесъёмках, получил приглашение на гастрольный тур по городам Западной Европы.
После этого большого успеха группы в 1973 руководство республики (первый секретарь ЦК КПМ: И. И. Бодюл) решило расформировать группу. В течение нескольких лет артисты выступали в различных составах в городах СССР: Москва, Тамбов, Черкассы. Через три года артисты вернулись в республику, но им не разрешили воссоединиться. Лишь в 1974 году Долгану разрешили создать новую группу (ВИА) «Контемпоранул».
В 2004 году в серии «Звёздные имена» (CD, «Sintez Production», SP206CD) участники ВИА «Норок» выпустили альбом «О чём плачут гитары...», в который вошли легендарные песни коллектива; как перезаписанные специально для этого проекта в русскоязычном варианте на стихи кишинёвского поэта Виктора Сундеева (1951 — 2015), так и оригинальные фонограммы прошлых лет:
1. О чём плачут гитары (М. Долган — русс. текст В. Сундеева);
2. Скажи, зачем и почему (М. Долган — русс. текст В. Сундеева);
3. Примэвара (М. Долган — русс. текст В. Сундеева);
4. Вот поёт артист (М. Долган — русс. текст В. Сундеева);
5. Васильковое лето (Ю. Маликов, В. Пресняков — Е. Бохановский);
6. На вулиці скрипка грає (украинская нар. песня);
7. Юлианна (И. Рыжков — Б. Кежун);
8. Пой, гитара (М. Долган — О. Гаджикасимов);
9. Позволь сказать (М. Долган — русс. текст В. Сундеева);
10. О чём плачут гитары (1969г.) (М. Долган — Е. Кримерман);
11. Летят мгновения (П. Теодорович — А. Чокану);
12. Два манекена (М. Долган — Е. Кримерман);
13. Где-то на земле (М. Долган — Г. Виеру);
14. Милый Петя (М. Долган — Д. Матковский);
15. Застольная (молдавская нар. песня);
16. Ионел (Jonel Jonelab) (молдавская нар. песня, обработка М. Долгана);
17. Звёздный час (А. Сокирянский — Л. Собецки);
18. В пути (инструментальная версия).

- Композиция №5 — оригинальная фонограмма 1980 года, прозвучавшая в документальном фильме «Контемпоранул», снятого на «Молдова-филм» в том же году
- Композиция №8 — оригинальная фонограмма ВИА «Контемпоранул» 1982 года, изданная в альбоме «Карнавал» в том же году (матрица C60-17968)
- Композиция №10 — единственный трек альбома, указанный в аннотации как оригинальный 1969 года

Как вспоминал поэт Виктор Владимирович Сундеев: «Безусловно, знаковой и необыкновенно значимой для меня стала встреча с классиком молдавской эстрады, создателем группы «Норок» Михаем Долганом. Маэстро доверил мне написать оригинальные тексты на русском языке к своим широко известным шлягерам. Работа шла интенсивно и удивительно легко. Ни у самого Долгана, ни у его группы даже намёка не было на какую-то «звёздность». Я встретил простоту, открытость и обаяние настоящего мастера, который никому ничего не «доказывает». Результатом совместной работы я горжусь, и до сих пор не могу примириться с мыслью, что такой огромный талант рано ушёл из жизни. Михай Долган познакомил меня с дуэтом в составе Ирины и Анатолия Бивол».
Похоронен на Центральном (Армянском) кладбище в Кишинёве.

## Память
- В 2010 году в Кишинёве была установлена мемориальная доска на фасаде дома, в котором 30 лет жил и занимался своим творчеством композитор.
- В 2012 году, в ознаменование 70-летия музыканта, почта Молдавии выпустила марку с его изображением.

## Нотные издания
- «Окий тэй, Молдовэ». Кулеӂере де музикэ фолк. Кишинёв, изд. "Литература Артистикэ", 1982 г.